# Botou (Hebei)
Pour les articles homonymes, voir Botou.
Botou (泊头 ; pinyin : Bótóu) est une ville de la province du Hebei en Chine. C'est une ville-district placée sous la juridiction de la ville-préfecture de Cangzhou.

## Démographie
La population du district était de 548 085 habitants en 1999, et celle de la ville de Fengrun était estimée à 63 980 habitants en 2007.

## Personnalités célèbres
Parmi les personnages connus né à Botou, citons Jia Qinglin, numéro quatre du parti communiste chinois et ancien maire de Pékin.